# Edsele distrikt
Edsele distrikt är ett distrikt i Sollefteå kommun och Västernorrlands län. Distriktet ligger omkring Edsele i västra Ångermanland. 

## Tidigare administrativ tillhörighet
Distriktet inrättades 2016 och utgörs av Edsele socken i Sollefteå kommun.
Området motsvarar den omfattning Edsele församling hade 1999/2000.

## Tätorter och småorter
I Edsele distrikt finns två småorter men inga tätorter. 

### Småorter
- Edsele
- Ödsgårdsmon